# Resolutie 1866 Veiligheidsraad Verenigde Naties
Resolutie 1866 van de Veiligheidsraad van de Verenigde Naties werd op 13 februari 2009 unaniem aangenomen door de VN-Veiligheidsraad, en verlengde de UNOMIG-waarnemingsmissie in Abchazië met vier maanden. In juni 2009 blokkeerde Rusland met zijn vetorecht een nieuwe verlenging van de missie, waardoor deze beëindigd werd. Halfweg juli waren de laatste waarnemers weg.

## Achtergrond
Op de golf van opkomend onafhankelijkheidsstreven van Georgië uit de Sovjet-Unie tegen het einde van de jaren 1980, streefde de Abchazische minderheid in de Abchazische autonome republiek de onafhankelijkheid na, uit angst de autonomie in Georgië te verliezen. Het leidde tot etnische spanningen met de Georgiërs, die in Abchazië de grootste bevolkingsgroep waren.
In 1992 kwam het tot een gewapend conflict, waarbij ook Rusland betrokken raakte, dat het voor de Abchaziërs opnam. Begin 1993 braken zware gevechten uit om de Abchazische hoofdstad Soechoemi. In de zomer van 1993 werd een staakt-het-vuren afgesproken en werd de UNOMIG-waarnemingsmissie opgericht. De val van Soechoemi in september 1993 leidde tot grootschalige etnische zuiveringen tegen de Georgische gemeenschap.

## Inhoud

### Handelingen
De Veiligheidsraad riep op tot respect voor het akkoord over het staakt-het-vuren en de scheiding van troepen dat in 1994 was gesloten. Er moest worden afgezien van geweld en discriminatie. Verder moesten de partijen de humanitaire hulp vergemakkelijken in plaats van hinderen.
De Veiligheidsraad was van plan tegen 15 juni een nieuwe VN-aanwezigheid in Georgië uit te tekenen. Het mandaat van de huidige VN-missie in het land werd tot dan verlengd.

## Verwante resoluties
- Resolutie 1808 Veiligheidsraad Verenigde Naties (2008)
- Resolutie 1839 Veiligheidsraad Verenigde Naties (2008)

Lijst ·  1860 ·  1861 ·  1862 ·  1863 ·  1864 ·  1865 ·  1866 ·  1867 ·  1868 ·  1869 ·  1870 ·  1871 ·  1872 ·  1873 ·  1874 ·  1875 ·  1876 ·  1877 ·  1878 ·  1879 ·  1880 ·  1881 ·  1882 ·  1883 ·  1884 ·  1885 ·  1886 ·  1887 ·  1888 ·  1889 ·  1890 ·  1891 ·  1892 ·  1893 ·  1894 ·  1895 ·  1896 ·  1897 ·  1898 ·  1899 ·  1900 ·  1901 ·  1902 ·  1903 ·  1904 ·  1905 ·  1906 ·  1907